# Епископ врањски Доментијан
Доментијан (световно Живојин Павловић; Пертате код Лебана, 20. август 1911 — Београд, 1. јун 1983) је био епископ Српске православне цркве.

## Биографија
Рођен је 20. августа 1911. у селу Пертате, од оца Владимира и мајке Десанке. Основну школу и пет разреда гимназије завршио је у Лесковцу, Богословију у Сремским Карловицима, а Богословски факултет у Београду. До избора за епископа био је суплент и професор богословија у Сарајеву, Цетињу и Призрену.
Пре примања суплентске дужности у Сарајеву, замонашио га је у Придворном патријаршијском храму, по чину мале схиме, 31. децембра 1939. митрополит скопски Јосиф. У чин јерођакона и јеромонаха рукоположио га је 3. и 10. марта 1940. године митрополит дабробосански Петар. Одликован је свим чиновима пре избора за епископа.
За епископа врањског хиротонисали су га у Саборној београдској цркви 11. јуна 1978. године патријарх српски Герман, митрополит црногорско-приморски Данило и епископ тимочки Милутин.
На сам дан устоличења новоименованог епископа Врањске епархије, Доментијана, 24. септембра 1978. године, завршена је изградња епископског двора и извршено освећење истога. Тако је након нешто мање од две године окончано дело које је 15. децембра 1976. године започео Иринеј Гавриловић, онда епископ нишки и администратор Врањске епархије, када је положио камен темељац за изградњу новог дома.
Епископ Доментијан одмах по устоличењу оснива Црквени суд Врањске епархије и поставља свога заменика и секретара. Такође оснива Епархијски управни одбор Врањске епархије и Епархијски савет.
Епископ Доментијан је доживео саобраћајни удес на путу између Марковца и Велике Плане. И он и ђакон који је 1. јуна 1983. возио ауто пребачени су због тешких телесних повреда на неурохируршку клинику у Београду. Ђакон је преминуо истога дана, а владика дан после. Сахрањен је у врањској Саборној цркви, у северозападном делу храма.